# Oleada de tornados de Buenos Aires de 1993
La oleada de tornados en Buenos Aires de 1993, también denominada "La noche de los 100 tornados", fue una oleada de tornados que tuvo lugar el 13 de abril de 1993 en el centro-sur de la provincia de Buenos Aires, Argentina. En total, se reportaron más de 100 tornados, que fueron clasificados en categorías de F0 a F3 en la escala Fujita-Pearson. 
Afectó a un área superior a 4000 km². El sistema de tormentas se desplazó a 130 km/h a lo largo de franjas orientadas de noroeste a sudeste desde los partidos de Pehuajó, Carlos Casares y Daireaux hasta los partidos de Necochea, Lobería, General Alvarado y General Pueyrredón. Los fenómenos meteorológicos de esa noche dejaron un saldo de 7 víctimas fatales y cientos de heridos.
Este evento es considerado por expertos como “extraordinario” y hasta el día de hoy, ninguna otra tormenta argentina logró igualar la cantidad de tornados de ese día. Además, fue la mayor oleada de tornados registrada en todo el hemisferio sur.

## Trasfondo y cronología del evento
La región comprendida por la llanura pampeana, el litoral y el sur de Brasil, es uno de los lugares con más frecuencia de tornados en el mundo fuera de los Estados Unidos. Los especialistas locales se refieren a esta zona como el "Pasillo de los tornados". De esta región, el mayor riesgo de ocurrencia de tornados severos está en las provincias de Buenos Aires, Córdoba y Santa Fe.
En la tarde del martes 13 de abril de 1993, la región estaba dominada por una masa de aire cálido con temperaturas elevadas para la época y una alta inestabilidad atmosférica. Con la llegada de un poderoso frente frío proveniente de la Patagonia a la provincia de Buenos Aires se reunirían las condiciones necesarias para el desarrollo de tormentas severas.
A partir de las 20 horas, se empezaron a formar tormentas sobre el centro-oeste de la provincia de Buenos Aires. Rápidamente se extendieron desde el partido de Pehuajó hasta la costa atlántica entre Necochea y Mar del Plata. El evento duraría hasta la medianoche cubriendo un área superior a 4000 km² con una velocidad de 130 km/h, excepcionalmente alta para este tipo de tormentas.

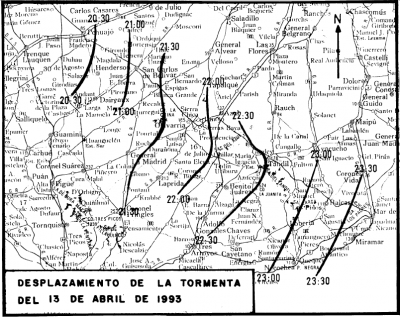
Desplazamiento de la tormenta del 13 de abril de 1993

Según la doctora en meteorología e investigadora del Conicet María Luisa Altinger, quien lideró la investigación posterior del evento y elaboró el informe correspondiente, fueron cinco tormentas muy grandes que cubrieron un ancho de 100 kilómetros; cada una de ellas produciendo tornados en forma intermitente a lo largo de un recorrido de longitudinal de 500 kilómetros en dirección noroeste/sudeste. Entre los partidos más afectados ese día estuvieron Pehuajó, Hipólito Yrigoyen, Carlos Casares, Bolívar, Daireaux, Gral. Lamadrid, Olavarría, Tapalqué, Azul, Laprida, Benito Juárez, Tandil, Necochea, Lobería, Balcarce, Gral. Alvarado y Gral. Pueyrredón.
Entre los tornados más destacados de ese día se encuentran dos de categoría F3 en las localidades de Henderson y Urdampilleta, y uno de categoría F2 en la ciudad de Mar del Plata.

## Consecuencias
Entre los cuantiosos daños materiales se destacó el derrumbe de 56 torres de alta tensión, que derivó a un 20% menos de la energía producida en el país en circulación. Esto ocasionó un apagón masivo y que el Ministerio de Energía decida realizar cortes de luz rotativos, de 3 horas al día durante 30 días, para evitar la sobrecarga del sistema. A esto se sumó la caída de cientos o miles de postes de luz locales, que hubo que reparar.
Entre las localidades más afectadas se encuentran Henderson, Pehuajó, Bolívar, Urdampilleta, Olavarría, Azul, Tandil, Mar del Plata, Sierra de los Padres y Necochea. Allí volaron techos, carteles, toldos, ramas y galpones. Hubo paredes derrumbadas, árboles arrancados de raíz, vehículos tumbados en plena ruta y autos desplazados varias cuadras de donde estaban estacionados.
Los fenómenos meteorológicos dejaron un saldo de al menos 7 víctimas fatales, cientos de heridos y evacuados. Entre los fallecidos se encontraban dos niños, de 10 y 9 años, que fallecieron al derrumbarse un muro sobre sus viviendas en Mar del Plata y Quequén; un joven de 16 años murió aplastado por un poste de luz que cayó y dos ancianos fallecieron por un paro cardíaco en Azul y Mar del Plata. Entre los heridos se destacan los pasajeros de un autobús de la empresa Rápido del Sud que se dirigía desde Miramar a Mar del Plata y terminó volcando debido a la tormenta a la altura de Chapadmalal.